# Інсар
Інса́р (рос. Инсар, ерз. Инсар) — місто, центр Інсарського району Мордовії, Росія. Адміністративний центр Інсарського міського поселення.

## Географія
Місто розташоване на лівому березі річки Ісса (притока Мокші), при впадінні в неї річки Інсарка (басейн Оки), за 18 км від селища міського типу Кадошкіно (на лінії Рузаєвка — Москва).
Розташоване на р. Інсарці та Ісса, за 77 км від м. Саранська, з яким з'єднане автомобільним шляхом, і за 18 км від залізничної станції Кадошкіно. Засноване місто у 1647 році на землях хутора Російське Паєво темніковським воєводою Г. І. Борняковим як військово-стратегічний та адміністративний пункт на південно-східному кордоні Московської держави (див. Російські укріплені лінії).

## Етимологія
Засноване місто в середині XVII століття як фортеця на річці Інсар при її впадінні в річку Ісса. Гідронім від мордовських слів іні — «великий», сара — «велике осокове болото, заболочена заплава». З 1958 року — місто Інсар.

## Історія
Місто засновано в 1647 році. На той час у його складі були фортеця та посад. Пізніше приєдналися слободи. Фортеця розташовувалася на високому березі річки Інсарка неподалік від місця її впадіння в річку Ісса.
У 1708 році місто Інсар був приписане до Азовської губернії (з 1725 р. — Воронезька губернія), з 1719 року — до Тамбовської губернії. З 1780 року — повітове місто Пензенського намісництва, з 1797 року — в складі Симбірської губернії. З 1801 року — повітове місто Пензенської губернії. У 1856 році в місті Інсарі налічувалося 4 церкви, 454 будинки та 17 крамниць.
Місто розташувалося на перехресті двох найважливіших посольських доріг, що йдуть з прикаспійських степів до м. Темникова, Москви і з Причорномор'я до м. Казань. З 1708 року перебувало у складі Азовської, з 1725 р. — Воронезької, з кінця XVIII ст. — Пензенської губернії. У вересні 1670 року частина інсарців приєдналася до загону разінського отамана М. Харитонова, який зайняв Інсар, потім Пензу, брала участь у походах на м. Нижній Ломов, Шацьк і Керенськ. У грудні 1812 році в Інсарі відбулося повстання ополченців 3-го піхотного полку, у складі якого були селяни Інсарського повіту. У 1859 році жителі брали участь у «тверезницьких» бунтах.
У 1768 році Інсар відвідав натураліст П. С. Паллас, в XIX ст. — історик, архівіст М. В. Калачов. За даними 1869 року, в Інсарі налічувалося 530 будинків (3 904 чол.); було збудовано 4 церкви, парафіяльне училище, лікарня, поштова станція, шкіряний завод. У 1894 р. в Інсарі налічувався 791 двір (4 322 чол.); 5 церков, три навчальних заклади, дві лікарні. В 1931 році — 977 господарств (4 598 осіб).
У XIX — на початку XX ст. у місті влітку і восени проходили щорічні ярмарки, обіг яких сягали понад 200 тис. руб. на рік. У 1919 р. в Інсарі створено радгосп імені Желябова, в 1921 р. — комуну «Зоря».
На 1 січня 2001 р. в Інсарі діяли ВАТ «Стрічка», «Неон», «Зліт», пенькозавод, райпромкомбінат, автотранспортні, ремонтно-технічні підприємства, ШРБУ, районне споживче товариство, СПТУ, три загальноосвітні школи, музей, художні та спортивні школи, центральна районна лікарня, культурно-освітні, торгові, комунально-побутові, оздоровчі установи, історико-краєзнавчий музей; пам'ятники: борцям за радянську владу, воїнам, загиблим в роки німецько-радянської війни, В. І. Леніну, організатору Інсарського повітового комітету РКП(б) І. Я. Свентеру, генерал-полковнику І. В. Болдіну та О. М. Горькому.
З Інсаром та Інсарським повітом пов'язані життя і діяльність декабриста О. О. Тучкова, поетів М. П. Огарьова, Н. М. Сатіна. Уродженці Інсара — антрополог Ф. В. Вешняков, один із засновників російської сейсмології А. П. Орлов, авіаконструктор Л. С. Чернобровкін, лікарі Д. Я. Діатроптов, В. А. Куршев, колишній директор «Біохіміка» Л. М. Крупнов, мовознавець М. М. Лаврентьєва, генерал-лейтенант В. Р. Советніков, контр-адмірали І. Г. Блінков, А. І. Курдюков, Г. В. Парійський.
Містобудівна структура Інсара була створена у другій половині XVII ст. — у середині XVIII ст. за схемою «фортеця—торг—посад». У 1755 році тут побудована церква в ім'я Казанської Божої Матері, в 1758 р. — в ім'я Миколи Чудотворця. У 1785 році Інсар отримав регулярний генплан з прямокутною системою великих кварталів і центральною площею.
До середини XIX ст. місто розширилося на південь; у верхній частині розміщувалися центральна площа та адміністративні будівлі повітової влади («зразковий» проект Захарова, 1812; класицизм), Христоріздвяна церква (1823, класицизм).
Слободи нижньої частини поділялися річкою Інсаркою. Збереглись торгові ряди, житлові будинки другої половини XIX ст., Свято-Ольгінський жіночий монастир (1914; неоросійський стиль). За генпланом 1975, 1984 рр. (О. М. Черв'яков, М. О. Федотова) загальноміський центр залишається на перетині вулиць Гагаріна і Московської (адміністративні, торгові та інші установи, паркова смуга). Житлові будинку зведено — на північному заході, промислові підприємства — на південно-східних околицях.
У 1926 році місто Інсар було перетворене більшовикою владою на сільське поселення. З 20 грудня 1934 року — у складі Мордовської АРСР. 29 серпня 1958 року село Інсар отримало статус міста районного підпорядкування.

## Населення
Населення — 8687 осіб (2010; 8951 у 2002).

## Господарство
- пеньковий завод
- маслосироробний завод «Сарміч»
- завод технологічного обладнання «НЕОН»
- завод «Ксенон»

## Відомі люди
- Сергій Кирдяпкін (нар.. 1980) — російський легкоатлет (спортивна ходьба), олімпійський чемпіон 2012 року (дискваліфікований).
- Сергій Бакулін (нар.. 1986) — російський легкоатлет (спортивна ходьба), чемпіон світу (2011), бронзовий призер чемпіонату Європи (2010) і чемпіон Росії (2011).
- Ірина Рощина-Інсарова (Iren incar; нар.. 1986) — кіноактриса.

## Галерея
|  |                                   |  |                                                       |  |                          |  |  |
|  | Свято-Ольгинский жіночий монастир |  | Загальний вигляд вулиці Гагаріна з вулиці Московської |  | Христоріздвянська церква |  |  |